# کیکو گارسیا (دوچرخه‌سوار)
کیکو گارسیا (اسپانیایی: Kiko García‎؛ زادهٔ ۲۵ اوت ۱۹۶۸) دوچرخه‌سوار اهل اسپانیا است. وی در بازی‌های المپیک تابستانی ۱۹۹۲ شرکت کرده است. 